# Hitomi Tanaka
Hitomi Tanaka (田中瞳, Tanaka Hitomi) également connue sous le nom d'Hitomi née le 18 juillet 1986 à Kumamoto (Japon), est une gravure idol et une idole japonaise de la vidéo pour adultes. Elle est reconnue comme la "Reine des actrices à forte poitrine" (Queen of busty AV stars)  de par son 113 (O) soit 46 (N) international. 

## Biographie et carrière

### Débuts
Tanaka débute comme mannequin en 2007 puis paraît comme gravure idol dans la vidéo Hitomi Tanaka Bakunyuu J no Shogeki dès le mois de novembre 2007. À cette époque, elle est comparée à Harumi Nemoto (en), une autre gravure idol à l'opulente poitrine. Elle a également été l'interprète de deux films érotiques de V-cinema : Bakunyu Sentai Fiber Star Part.1 et sa suite Bakunyu Sentai Fiber Star Part.2, parus conjointement en septembre 2008,.

### Carrière dans l'industrie du film pornographique
Elle commence sa carrière d'actrice en films pornographiques sous le nom d'Hitomi en novembre 2008 avec la vidéo Début d'Hitomi, une sidérante célébrité dans la vidéo pornographique pour les studios Soft On Demand. Les vidéos de ses débuts sont bien accueillies par le public et la placent au 6e rang des ventes, toutes actrices confondues, sur le site de DMM pour le deuxième semestre de l'année 2008. Elle est toujours au 27e rang du classement au premier semestre de 2009 et se classe 42e pour la totalité de l'année considérée. Tanaka a interprété plusieurs autres vidéos pour le compte de SOD au cours des années 2008 et 2009 et, au mois d'août 2009, les studios mettent sur le marché Hitomi Premium Collection 8 Hours, une compilation d'extraits de vidéos antérieures en solo de l'actrice.
Les actrices japonaises en films pornographiques se sont également rendues populaires dans d'autres contrées d'Asie. Hitomi s'est rendue à Shanghai en compagnie de Sasa Handa pour représenter les studios SOD à l'occasion de l'Exposition pour Adultes de Shanghai qui s'est tenue au mois de mars 2009 dans cette ville. Tanaka débute avec Arashi-Supergirl, de nouveaux studios qui font partie de la nébuleuse Hokuto Corporation, au mois d'août 2009. Au début de l'année 2010, elle travaille pour Oppai et Moodyz, deux autres studios du groupe Hokuto. En 2011, elle pose pour des albums-photos et interprète des vidéos pour Scoreland, une société américaine de vente sur Internet. Elle est d'ailleurs désignée Voluptuous Model of the Year en 2012 et en 2014 par les lecteurs du magazine américain Voluptuous.
Elle met fin a sa carrière en avril 2022. Dans une interview, elle déclarait souhaiter se marier, mais n'a jamais fourni davantage de détails et l'on ignore s'il s'agissait d'une réponse sérieuse. Le fait est qu'en mettant fin à sa carrière de star du cinéma pour adulte, elle peut désormais envisager une telle évolution personnelle, qui lui était interdite par son ancien statut.

### Après sa carrière
Malgré l'annonce de sa fin de carrière, Hitomi reste active sur son compte onlyfans. En 2023 elle annonce avec Angela White une collaboration pour la réalisation de vidéos exclusives à la plate-forme.

### Autres
Les auteurs de la bande dessinée Lastman ont annoncé, via le compte Twitter consacré au dessin animé tiré de leur BD, que le personnage de Tomie Katana est inspiré d'Hitomi Tanaka. Elle a aussi fait une apparition dans une vidéo non-pornographique, tournée pour faire la promotion de la BD Lastman lors de la sortie du premier tome.

## Filmographie partielle
Filmographie extraite de:
- (en) « Hitomi Tanaka », CD Japan (consulté le 2 mai 2012)
- (ja) « AV女優 > Hitomi（田中瞳）(ひとみ（たなかひとみ）) », DMM (consulté le 2 mai 2012).

### Films comme gravure idol
| Titre de la vidéo                                          | Studio N° d'identification | Réalisateur | Parution   | Notes                                      |  |
| ---------------------------------------------------------- | -------------------------- | ----------- | ---------- | ------------------------------------------ |  |
|                                                            |                            |             |            |                                            |  |
|                                                            |                            |             |            |                                            |  |
| Hitomi Tanaka Bakunyuu J no Shogeki 爆乳Ｊの衝撃下検分     | C&H CHNS-3                 |             | 08-11-2007 | Gravure (pas de nudité)                    |  |
| Naissho Gokunyu J no Waisetsu 田中瞳 ナイショ 極乳Ｊの猥褻 | C&H CHNS-4                 |             | 05-01-2008 | Gravure (pas de nudité)                    |  |
| Premium Cutie Hitomi Tanaka                                | C&H CHD-27                 |             | 08-05-2008 | Gravure (pas de nudité)                    |  |
| Premium Cutie Hitomi Tanaka & Yuri Himegami                | C&H CHD-29                 |             | 07-08-2008 | Avec Yuri Himegami Gravure (pas de nudité) |  |
| Premium Cutie Hitomi Tanaka 2                              | C&H CHD-30                 |             | 04-09-2008 | Gravure (pas de nudité)                    |  |
|                                                            |                            |             |            |                                            |  |

### Films pornographiques
| |                |             |            |                                                     |  |  |  |
| |                |             |            |                                                     |  |  |  |
| Celebrity Shock - AV Début 芸能人 Hitomi 衝撃のAVデビュー                                                 | SOD STAR-128   |             | 06-11-2008 | Début dans la pornographie                          |  |  |  |
| Celebrity Entertainers First and Last Random Intersection 4 Hours 芸能人 最初で最後の大乱交4時間SP        | SOD STAR-142   |             | 04-12-2008 | Avec Kotono, Sasa Handa, Azusa Itagaki & Non Yazawa |  |  |  |
| Hitomi First Sex Under Blue Skies 芸能人 Hitomi 青空の下でセックス初露出                                  | SOD STAR-134   |             | 18-12-2008 |                                                     |  |  |  |
| Hitomi First Nakadashi Angel 芸能人 Hitomi （初）中出し天国                                               | SOD STAR-159   |             | 18-04-2009 |                                                     |  |  |  |
| Busty Home Visit Fan Sex OPPAI女優Hitomiが巨乳マニアの自宅訪問 ～ファンのコンプレックスを気持ちよく解決～ | Oppai PPPD-115 |             | 19-11-2010 |                                                     |  |  |  |
| Sex With the Man With the World's Biggest Penis 世界で一番大きなチンポを持つ男のSEX Hitomi                | Rookie RKI-106 | Tiger Sakei | 19-01-2011 |                                                     |  |  |  |
| Gentle lesson in cums Busty Female Teacher 爆乳女教師の優しく中出し授業 ～ Hitomi                         | Oppai PPPD-148 |             | 19-07-2011 |                                                     |  |  |  |

## Récompenses et nominations
Lors de sa carrière, Hitomi a reçu 2 récompenses. Elle a reçu une récompense des AVN awards en 2016 et une récompense des Pornhub Awards en 2020. En septembre 2023 elle a rejoint le hall of fame des gros seins sur scoreland.

## Sources
- (ja) « Hitomi Tanaka Filmography at DMM »
- (ja) « Hitomi at AV Idol Directory »